# Сибли (тауншип, округ Кроу-Уинг, Миннесота)
Сибли (англ. Sibley) — тауншип в округе Кроу-Уинг, Миннесота, США. На 2000 год его население составило 855 человек.

## География
По данным Бюро переписи населения США площадь тауншипа составляет 42,6 км², из которых 38,6 км² занимает суша, а 4,1 км² — вода (9,54 %).

## Демография
По данным переписи населения 2000 года здесь находились 855 человек, 327 домохозяйств и 246 семей. Плотность населения — 22,2 чел./км². На территории тауншипа расположена 581 постройка со средней плотностью 15,1 построек на один квадратный километр. Расовый состав населения: 98,83 % белых, 0,23 % коренных американцев и 0,35 % азиатов.
Из 327 домохозяйств в 34,3 % воспитывались дети до 18 лет, в 68,5 % проживали супружеские пары, в 4,9 % проживали незамужние женщины и в 24,5 % домохозяйств проживали несемейные люди. 19,6 % домохозяйств состояли из одного человека, при том 6,4 % из — одиноких пожилых людей старше 65 лет. Средний размер домохозяйства — 2,61, а семьи — 2,96 человека.
25,7 % населения — младше 18 лет, 6,2 % — в возрасте от 18 до 24 лет, 27,4 % — от 25 до 44, 25,6 % — от 45 до 64, и 15,1 % — старше 65 лет. Средний возраст — 41 год. На каждые 100 женщин приходилось 90,8 мужчин. На каждые 100 женщин старше 18 приходилось 92,4 мужчин.
Средний годовой доход домохозяйства составлял 39 559 долларов, а средний годовой доход семьи — 45 357 долларов. Средний доход мужчин — 34 375 долларов, в то время как у женщин — 22 222. Доход на душу населения составил 17 175 долларов. За чертой бедности находились 5,6 % семей и 8,9 % всего населения тауншипа, из которых 11,0 % младше 18 и 8,8 % старше 65 лет.